# The Taking of Tiger Mountain
The Taking of Tiger Mountain (智取威虎山) és una pel·lícula èpica d'acció de la Xina-Hong Kong del 2014 dirigida per Tsui Hark,produïda per Huang Jianxin i Yu Dong, i basat en la novel·la Tracks in the Snowy Forest de Qu Bo. La història es basa en un conflicte entre l'Exèrcit Popular d'Alliberament de la Xina i una banda de bandolers. Va ser llançat el 23 de desembre de 2014.
Zhang Hanyu interpreta Yang Zirong i Lin Gengxin assumeix el paper de Shao Jianbo, els dos protagonistes de la història . Mentre que Yang Zirong (1917–1947) es basa en la persona de la vida real, l'altre heroi de la història Shao Jianbo és fictici, i Qu Bo va crear el personatge basant-se en ell mateix, ja que la història es veu des del punt de vista de Shao. Jianbo.
Bona Film Group va comprar els drets de la novel·la el 2009 i des de llavors havia estat planejant l'adaptació.
La novel·la de Qu Bo també es va adaptar a l'òpera Taking Tiger Mountain by Strategy, de la qual la pel·lícula pren el seu títol.

## Argument
Després de la rendició japonesa després de la Segona Guerra Mundial, l'Exèrcit Popular d'Alliberament ha de recuperar les zones ocupades pels bandits que han atacat els arsenals japonesos. Shao Jianbo, conegut pel seu nom en clau Capità 203 després de la seva unitat, comanda un grup de 30 homes. No tenen menjar i tenen poca munició. Un dels seus problemes es resol quan derroten un grup de bandolers vestits de l'EPL que custodian les botigues de munició. Els reforços arriben en tren en forma de Yang Zirong i Bai Ru, un metge de combat, que reben una cordial salutació quan porten menjar. El capità 203 porta els seus homes al poble asaltat pels bandolers. Al llarg del camí, coneixen un nen que va perdre la seva família per atacs de bandits. Tot i que inicialment desconfia dels soldats de l'EPL, s'estima amb ells després que el rescaten d'un espia bandit al poble.
Els vilatans demanen que els soldats es quedin i derrotin el senyor de la guerra Hawk, ja que saben que tornarà a assaltar el seu poble un cop els soldats hagin marxat. En qüestionar l'espia bandit, el capità 203 s'assabenta que Hawk busca un mapa que l'espia tenia previst donar-li. Zirong suggereix que, com que els soldats són molt inferiors en nombre i en armes pels bandits, que estan retinguts en una fortalesa a la Muntanya del Tigre, el capità 203 l'envia com a espia per infiltrar-los, ja que anteriorment s'ha infiltrat en altres grups de bandits locals. El capità 203 inicialment es nega, però s'alenteix quan Zirong dimiteix en protesta. Zirong agafa el mapa del bandit espia i estableix una ubicació per intercanviar missatges secrets amb els soldats.
Tot i que els bandits sospiten, accepten Zirong després d'aprovar una sèrie de proves. Durant un, en Hawk envia a Ma Qinglian, una dona que ha segrestat del poble local i que ha fet de la seva dona sense voluntat, per temptar Zirong. Zirong la reconeix com la mare del noi del poble i, sense revelar la seva veritable identitat, li indica que el seu fill està estalvi. Qinglian insisteix que escapen immediatament i tornen al poble, però Zirong es nega. Quan els bandits tallen els arbres que solien marcar el lloc on deixa els seus informes d'intel·ligència, Zirong improvisa marcant nous llocs.
Quan Qinglian torna a insistir que escapin de la fortalesa, el germà 2 la escolta i ho informa a Hawk. Zirong deixa caure subreptíciament proves incriminatòries a la butxaca del germà 2 i ordena a Qinglian que acusi el germà 2 de traïció. Convençut que Zirong i Qinglian estan dient la veritat, Hawk executa el germà 2. Hawk organitza una incursió al poble i envia 300 homes. Els soldats, advertits per Zirong, posen trampes i utilitzen artilleria improvisada per derrotar la força molt més gran, tot i que moren diversos soldats. L'espia bandit que havien capturat anteriorment s'escapa a la fortalesa, on ell i Zirong s'acusen mútuament de ser espies. Hawk, incapaç de creure que les seves forces van ser derrotades per una petita unitat, fa costat a Zirong, que diu que el poble estava custodiat per una companyia molt més gran. Hawk fa que Zirong executi l'espia bandit.
Durant la celebració de l'aniversari d'en Hawk, Zirong envia plans per a un atac i el capità 203 mobilitza les seves tropes. El fill de Qinglian els guia fins a un punt feble de la fortalesa identificat per Zirong, i Zirong ajuda des de dins. Mentre els soldats superen els bandits restants, Hawk agafa Qinglian i fuig. Zirong el persegueix i, en el tiroteig resultant, mata a Hawk, reunint Qinglian i el seu fill. En l'actualitat, un descendent de Qinglian la visita i honra la memòria de Zirong i els altres soldats, inclosa una seqüència de fantasia on Zirong s'enfronta a una segona batalla de més alt nivell amb Hawk que implica un avió fora de control amagat a l'interior de la fortalesa.

## Repartiment
- Zhang Hanyu com a Yang Zirong
- Tony Leung Ka-fai com a Hawk
- Lin Gengxin com a Shao Jianbo (Capità 203)
- Yu Nan com a Ma Qinglian
- Tong Liya com a Bai Ru (Colomita)
- Han Geng com a Jimmy
- Chen Xiao com a Gao Bo
- Mo Tse com a Ma Baojun
- Zha Ka (també conegut com Han Feixing) com a Tank
- Zhang Li com a Gran Germà
- Su Yiming com a Zi Shuan
- Shi Yanneng com a germà 2
- Sun Jiaolong com a Bro 3
- Cheng Sihan com a germà 4
- Yuan Wu com a Bro 5
- Xiao Yi com a Bro 6
- Wang Yao com a germà 7
- Yang Yiwei com a Bro 8
- Lv Zhong com a àvia

## Recepció

### Taquilla
La pel·lícula va encapçalar la taquilla xinesa durant la seva primera setmana i va guanyar 51,9 milions de dòlars en sis dies. En la seva segona setmana, la pel·lícula va romandre a la cimera guanyant 58,3 milions de dòlars addicionals tot i enfrontar-se a la competència amb Night at the Museum: Secret of the Tomb.
The film topped the Chinese box office during its opening week earning US$51.9 million in six days. In its second week the film remained at the summit earning an additional US$58.3 million despite facing competition with Night at the Museum: Secret of the Tomb.A partir de març de 2015, la pel·lícula va recaptar més de 150 milions de dòlars a la Xina, convertint-se en la pel·lícula més taquillera de Bona.

### Resposta crítica
Derek Elley de Film Business Asia va donar a la pel·lícula un 8 sobre 10, anomenant-la "acció de crispetes molt eficaç".

### Premis
Al XLVIII Festival Internacional de Cinema Fantàstic de Catalunya va rebre una menció especial al Premi Òrbita Fantàstic.